# Liste der Kulturdenkmale in Neustadt in Holstein
In der Liste der Kulturdenkmale in Stadt sind alle Kulturdenkmale der schleswig-holsteinischen Stadt Neustadt in Holstein (Kreis Ostholstein) und ihrer Ortsteile aufgelistet  (Stand: 30. Juni 2025).

## Legende
In den Spalten befinden sich folgende Informationen:
- Objekt-ID: die Nummer des Kulturdenkmales
- Lage: die Adresse des Kulturdenkmales und die geographischen Koordinaten. Kartenansicht, um Koordinaten zu setzen. In der Kartenansicht sind Kulturdenkmale ohne Koordinaten mit einem roten Marker dargestellt und können in der Karte gesetzt werden. Kulturdenkmale ohne Bild sind mit einem blauen Marker gekennzeichnet, Kulturdenkmale mit Bild mit einem grünen Marker.
- Offizielle Bezeichnung: Bezeichnung des Kulturdenkmales
- Beschreibung: die Beschreibung des Kulturdenkmales
- Bild: ein Bild des Kulturdenkmales

## Sachgesamtheiten
| Objekt-ID      | Lage | Offizielle Bezeichnung           | Beschreibung | Bild                             |
| -------------- | --- | -------------------------------- | --- | -------------------------------- |
| 46178 Wikidata | Am Heisterbusch 43, 43–45, 45, 71 (54° 5′ 59″ N, 10° 48′ 59″ O)                                                                                          | Offizierswohnhäuser              | drei Mietshäuser für Marine-Offiziere; 1936-1937, Architekt Hans Petersen; drei traufständige, zweigeschossige Wohnblöcke in offener Bebauung mit je vier Wohneinheiten, Klinkerfassaden und Vollwalmdächern, aufwendig gestaltete rundbogige Hauseingänge mit Oberlichtern und baukeramischem Schmuck, zugehörig ein Garagenblock und die straßenseitigen Einfriedungen - Begründung: geschichtlich, künstlerisch, städtebaulich - Schutzumfang: Mietshäuser mit Garagengebäude, Einfriedung (Am Heisterbusch 43, 45); Mietshaus mit Einfriedung (Am Heisterbusch 71) | BW                               |
| 39594 Wikidata | Bahnhofstraße 16, Holmer Weg, Wieksbergstraße 6 (54° 6′ 14″ N, 10° 48′ 30″ O)                                                                            | Bahnhof Neustadt                 | Bahnhof Neustadt mit Güterschuppen und Stellwerk; 2. Hälfte 19. Jh.; Bahnhofempfangsgebäude von 1866 in klassizistischen Formen mit Putzfassade und Bahnsteigüberdachung, eingeschossiger Güterschuppen des ausgehenden 19. Jhs. in Ziegelbauweise und Stellwerk Ns der 1920er Jahre - Begründung: geschichtlich, künstlerisch, städtebaulich, technisch - Schutzumfang: Bahnhofsgebäude (Bahnhofstraße 16), Güterschuppen (Wieksbergstraße 6), Stellwerk Ns (Holmer Weg) | Fotos hochladen                  |
| 40770 Wikidata | Kirchenstraße 1, 9 (54° 6′ 25″ N, 10° 48′ 51″ O) | Stadtkirche Neustadt in Holstein | Ensemble um die etwa 1244 bei Anlage der Planstadt begonnene gotische Stutzbasilika aus Backstein und ihrer kunstvollen Ausstattung mit dem umgebenden Kirchhof und südlich gelegenem Pastorat des 19. Jahrhunderts - Begründung: geschichtlich, künstlerisch, städtebaulich - Schutzumfang: Stadtkirche mit Ausstattung, Kirchhof mit Einfriedung, Lindenreihe (Kirchenstraße 1); Pastorat mit Nebengebäude, Einfriedung (Kirchenstraße 9) | weitere Fotos \| Fotos hochladen |
| 32896 Wikidata | Vor dem Brücktor 1–3 (54° 6′ 21″ N, 10° 48′ 34″ O) | Heilig-Geist-Hospital            | Heilig-Geist-Hospital; 1344 gegründet; die Hospitalanlage mit der im Kern gotischen Backsteinsaalkirche mit barockem Dachreiter, dem 1853 erneuerten eingeschossigen Backsteinwohnhaus über winkelförmigem Grundriss, den bis 1871 belegten Friedhof mit der Lindenreihe im Norden sowie die ursprünglichen Obst- und Gemüsegärten und die westlich begrenzende Backsteinmauer - Begründung: geschichtlich, künstlerisch, städtebaulich - Schutzumfang: Hospitalkirche mit Ausstattung, Hospital-Wohnhaus, Hospital-Friedhof mit Lindenreihe, Gartenanlagen, Einfriedung | weitere Fotos \| Fotos hochladen |
| 27603          | Wiesenhof 3, 6, 11, 23, 27, 29, 36, 37, 46, 47, Parkweg, Wiesenhof, Zuckerdamm 15, Zur schönen Aussicht 1-3, 2-4, 5-7, 6-8 (54° 6′ 18″ N, 10° 47′ 43″ O) | em. Provinzial-Pflegeanstalt     | ehem. Provinzial-Pflege-Anstalt; 1893 eröffnet, stetig erweitert und umgebaut, Landesbaurat Kessler u.a.; heute weiträumige Klinik mit vielen Haupt- und Nebengebäuden der Anstaltszeit sowie ehem. Arztwohnhäusern und einem Feuerwehrhaus inmitten einer zentralen Parkanlage, die ab 1985 auf das Gelände der alten Anstaltsgärtnerei im Osten erweitert und überplant wurde, mit Teich und drei Alleen, darin auch ein Ehrenmal für die Gefallenen beider Weltkriege sowie eine Gedenkbank mit Tisch, westlich der Eisenbahn Personal-Doppelwohnhäuser und der Anstaltsfriedhof - Begründung: geschichtlich, wissenschaftlich, künstlerisch, städtebaulich - Schutzumfang: ehem. Küchengebäude (Haus 3) (Wiesenhof 3), ehem. Festes Haus (Haus 6) (Wiesenhof 6), ehem. Männeraufnahmehaus (Haus 11) (Wiesenhof 11), Rotes Haus (Wiesenhof 23), Haus 27 (Zuckerfabrik) (Wiesenhof 27), Verwaltungsbau (Haus 36) (Wiesenhof 36), Feuerwehrhaus (Wiesenhof 37), ehem. Frauenaufnahmehaus (Haus 46) (Wiesenhof 46), ehem. Arztwohnhäuser (Wiesenhof 29, 47, Zuckerdamm 15); ehem. Personalwohnhäuser (Zur schönen Aussicht 1-3, 2-4, 5-7, 6-8), zentrale Parkanlage mit Teich, Alleen, Ehrenmal für die Gefallenen beider Weltkriege, Gedenkbank mit Tisch (Wiesenhof); Anstaltsfriedhof/Kriegsgräber (Parkweg) | BW                               |

## Mehrheit von baulichen Anlagen
| Objekt-ID      | Lage                                               | Offizielle Bezeichnung        | Beschreibung | Bild |
| -------------- | -------------------------------------------------- | ----------------------------- | --- | ---- |
| 51119 Wikidata | Fischerstraße 23, 25 (54° 6′ 21″ N, 10° 48′ 43″ O) | Baugruppe Fischerstraße 23-25 | Baugruppe Fischerstraße 23-25; Gebäudegruppe des 19. Jahrhunderts mit Putzfassaden, unterschiedliche Dachformen - Begründung: geschichtlich, städtebaulich - Schutzumfang: Wohn- und Geschäftshaus (Fischerstraße 23); ehem. Zollamt, ehem. Pferdestall (Fischerstraße 25) | BW   |

## Bauliche Anlagen
| Objekt-ID      | Lage                                                 | Offizielle Bezeichnung                          | Beschreibung | Bild                             |
| -------------- | ---------------------------------------------------- | ----------------------------------------------- | --- | -------------------------------- |
| 30208          | Am Binnenwasser 4 (54° 6′ 29″ N, 10° 48′ 38″ O)      | ehem. Fischerkate                               | ehem. Fischerkate; 1820; kleines, eingeschossiges Fachwerkhaus, Außenwände bis auf die östliche massiv erneuert, Satteldach - Begründung: geschichtlich, städtebaulich - Schutzumfang: gesamtes Objekt - Denkmaltyp: Bauliche Anlage | BW                               |
| 1970 Wikidata  | Am Hafen 2 (54° 6′ 22″ N, 10° 48′ 35″ O)             | Alter Wasserspeicher                            | Der alte Wasserspeicher Neustadts, heute ein Restaurant. Alteintragung (Aktualisierung vorgesehen) - Begründung: geschichtlich, städtebaulich - Schutzumfang: gesamtes Objekt - Denkmaltyp: Bauliche Anlage | Fotos hochladen                  |
| 1971 Wikidata  | Am Hafen 4 (54° 6′ 21″ N, 10° 48′ 36″ O)             | Horn’scher Speicher                             | Kaufmann Adam Jansen ließ 1824 diesen Kornspeicher bauen. 1987 saniert, heute ein Restaurant. Alteintragung (Aktualisierung vorgesehen) - Begründung: geschichtlich, städtebaulich - Schutzumfang: gesamtes Objekt - Denkmaltyp: Bauliche Anlage | Fotos hochladen                  |
| 37222 Wikidata | Am Heisterbusch 14 (54° 6′ 9″ N, 10° 48′ 55″ O)      | Wohnhaus                                        | sog. Niemannsche Villa; 1937-1938, Architekt Hans Petersen, Bauherr Hans Niemann; repräsentatives zweigeschossiges Wohnhaus in offener Bebauung, qualitätvolle Klinkerfassade, Vollwalmdach, Garage, Einfriedung - Begründung: geschichtlich, städtebaulich - Schutzumfang: Wohnhaus, Garage, Einfriedung - Denkmaltyp: Bauliche Anlage | Fotos hochladen                  |
| 37237          | Am Heisterbusch (54° 5′ 57″ N, 10° 48′ 57″ O)        | Ehrenmal für die Gefallenen beider Weltkriege   | Ehrenmal für die Gefallenen beider Weltkriege; 1924, Entwurf Hans Schnittger, 1952 Ergänzung der Jahreszahlen des Zweiten Weltkrieges; Bruchsteinmauer mit Inschrift innerhalb einer von Brunsteinmauern gestalteten Grünanlage - Begründung: geschichtlich, städtebaulich - Schutzumfang: gesamtes Objekt - Denkmaltyp: Bauliche Anlage | BW                               |
| 2784 Wikidata  | Am Markt 1 (54° 6′ 29″ N, 10° 48′ 53″ O)             | Rathaus                                         | Rathaus; 1818-1820, Friedrich Christian Heylmann, Christian Friedrich Hansen, 1913 und 1954 rückwärtig erweitert; eingeschossiger, breitgelagerter Putzbau des Spätklassizismus, Walmdach, mit Toreinfahrtspfeilern - Begründung: geschichtlich, künstlerisch, städtebaulich - Schutzumfang: Rathaus, Toreinfahrtspfeiler - Denkmaltyp: Bauliche Anlage | weitere Fotos \| Fotos hochladen |
| 1973 Wikidata  | Am Markt 2 (54° 6′ 28″ N, 10° 48′ 55″ O)             | Apotheke                                        | Die Alte Stadtapotheke am Neustädter Markt 2 Alteintragung (Aktualisierung vorgesehen) - Begründung: geschichtlich, städtebaulich - Schutzumfang: gesamtes Äußeres - Denkmaltyp: Bauliche Anlage | Fotos hochladen                  |
| 1974           | Am Markt 3 (54° 6′ 28″ N, 10° 48′ 55″ O)             | Wohnhaus                                        | Wohnhaus; etwa 2. Viertel 19. Jahrhundert; zweigeschossiges Fachwerkgebäude mit vorgeblendeter symmetrischer Putzfassade, Walmdach; Nebengebäude - Begründung: geschichtlich, städtebaulich - Schutzumfang: Wohnhaus, Nebengebäude - Denkmaltyp: Bauliche Anlage | Fotos hochladen                  |
| 1975 Wikidata  | Am Markt 13 (54° 6′ 28″ N, 10° 48′ 50″ O)            | Wohn- und Geschäftshaus                         | Zweigeschossiges, spätklassizistisches Giebelhaus mit flachem Dreiecksgiebel, um 1850. Alteintragung (Aktualisierung vorgesehen) - Begründung: geschichtlich, künstlerisch, städtebaulich - Schutzumfang: gesamtes Äußeres - Denkmaltyp: Bauliche Anlage | Fotos hochladen                  |
| 38295 Wikidata | Auf der Pelzerwiese 53 (54° 5′ 31″ N, 10° 52′ 33″ O) | Fernmeldeturm                                   | Aufklärungsturm der Bundesmarine; 1964-1968; ca. 83 m hoher Turm aus Stahlbeton, über geböschter Sockelzone 16 sich nach oben verjüngende Geschossebenen, umlaufende Plattform im siebten Geschoss, achtes bis elftes Geschoss weit über den Turmschaft auskragend, flacher Erweiterungsbau der späten 1980er Jahre, bauzeitliche Ausstattung in Teilen erhalten - Begründung: geschichtlich, technisch, Kulturlandschaft prägend - Schutzumfang: gesamtes Objekt - Denkmaltyp: Bauliche Anlage | weitere Fotos \| Fotos hochladen |
| 1976 Wikidata  | Bahnhofstraße 4 (54° 6′ 21″ N, 10° 48′ 30″ O)        | Wohnhaus                                        | Alteintragung (Aktualisierung vorgesehen) - Begründung: geschichtlich, städtebaulich - Schutzumfang: gesamtes Äußeres - Denkmaltyp: Bauliche Anlage | Fotos hochladen                  |
| 31837 Wikidata | Bahnhofstraße 14 (54° 6′ 17″ N, 10° 48′ 32″ O)       | Doppelturm-Getreidespeicher                     | Getreidespeicher; 1954/57, Architekt Karl Horenburg; Stahlbetonbau mit Vorsatzmauerwerk, zwei knapp 40 m hohe, weitgehend fensterlose Silotürme mit jüngerem Zwischenbau, am südlichen Turm ein fünfgeschossiges Lagerhaus mit Schüttböden, straffe Fassadengliederung mit leicht abgesetzten Mauerstreifen, Satteldächer; Schiffsbeladeanlage von 1955 - Begründung: geschichtlich, städtebaulich, technisch - Schutzumfang: Doppelturm-Getreidespeicher, Schiffsbeladeanlage (Förderband) - Denkmaltyp: Bauliche Anlage | Fotos hochladen                  |
| 3112 Wikidata  | Bahnhofstraße 16 (54° 6′ 14″ N, 10° 48′ 29″ O)       | Bahnhofsgebäude                                 | Alteintragung (Aktualisierung vorgesehen) - Begründung: geschichtlich, künstlerisch, städtebaulich - Schutzumfang: Alteintragung (Aktualisierung vorgesehen) - Denkmaltyp: Bauliche Anlage, Sachgesamtheit: Bahnhof Neustadt | Fotos hochladen                  |
| 1977 Wikidata  | Brückstraße 23 (54° 6′ 25″ N, 10° 48′ 42″ O)         | Wohnhaus „Kalandshaus“                          | 1799 errichtet nach Abbruch des Vorgängerhauses, diente im Mittelalter dem Kaland (geistige Bruderschaft). Die östliche Längswand ist möglich der Rest des spätmittelalterlichen Gebäudes. Alteintragung (Aktualisierung vorgesehen) - Begründung: geschichtlich, städtebaulich - Schutzumfang: gesamtes Äußeres - Denkmaltyp: Bauliche Anlage | Fotos hochladen                  |
| 1978 Wikidata  | Brückstraße 30 (54° 6′ 25″ N, 10° 48′ 39″ O)         | Wohn- und Geschäftshaus                         | Klassizistisches Traufenhaus mit Walmdach. 1919 für Kaufmann Adam Jansen erbaut. Ab 1889–1985 Weinhandlung Gebr. Hoff, erneuert 1989 Alteintragung (Aktualisierung vorgesehen) - Begründung: geschichtlich, städtebaulich - Schutzumfang: gesamtes Äußeres - Denkmaltyp: Bauliche Anlage | Fotos hochladen                  |
| 1498 Wikidata  | Burgstraße 14 (54° 6′ 28″ N, 10° 48′ 44″ O)          | Wohnhaus                                        | Eingeschossiges Fachwerk-Traufenhaus von 1748. Alteintragung (Aktualisierung vorgesehen) - Begründung: geschichtlich, städtebaulich - Schutzumfang: gesamtes Objekt - Denkmaltyp: Bauliche Anlage | Fotos hochladen                  |
| 1983 Wikidata  | Burgstraße 36 (54° 6′ 28″ N, 10° 48′ 38″ O)          | Wohnhaus                                        | Zweigeschossiges Backsteingiebelhaus zu fünf Achsen mit Wandstreifengliederung und Krüppelwalmdach, erbaut 1802. Alteintragung (Aktualisierung vorgesehen) - Begründung: geschichtlich, städtebaulich - Schutzumfang: gesamtes Äußeres - Denkmaltyp: Bauliche Anlage | Fotos hochladen                  |
| 37714 Wikidata | Danziger Straße 48 (54° 6′ 17″ N, 10° 49′ 36″ O)     | Kath. Kirche St. Johannes                       | Kath. St. Johannes; 1960/61, Architekt Georg Lippsmeier; auf quadratischem Grundriss errichtete ziegelsichtige Saalkirche als Betonskelett-Konstruktion unter Satteldach, dessen First über die Querachse der Raute verläuft; im Nordwesten freistehender Turm auf quadratischem Grundriss - Schutzumfang: Kath. Kirche St. Johannes, Glockenturm - Begründung: Geschichtlich, Künstlerisch, Städtebaulich | weitere Fotos \| Fotos hochladen |
| 1984           | Eutiner Straße 37 (54° 6′ 10″ N, 10° 48′ 2″ O)       | Wohnhaus                                        | Wohnhaus; 19. Jahrhundert; eingeschossiges giebelständiges Backsteingebäude, Satteldach, mit Stall - Begründung: geschichtlich, städtebaulich - Schutzumfang: Wohnhaus, Nebengebäude - Denkmaltyp: Bauliche Anlage | BW                               |
| 1145 Wikidata  | Fischerstraße 25 (54° 6′ 21″ N, 10° 48′ 42″ O)       | Geschäftshaus                                   | ehem. Zollamt; 1844; zweigeschossiger, spätklassizistischer Putzbau mit flachem Walmdach - Begründung: geschichtlich, städtebaulich - Schutzumfang: gesamtes Objekt - Denkmaltyp: Bauliche Anlage, Mehrheit von baulichen Anlagen: Baugruppe Fischerstraße 23-25 | Fotos hochladen                  |
| 1985 Wikidata  | Grüner Gang 7 (54° 6′ 19″ N, 10° 48′ 48″ O)          | Wohnhaus                                        | Ein Traufenhaus mit Fachwerk-Zwerchhaus. Gebaut 1783–84, saniert 1988 Alteintragung (Aktualisierung vorgesehen) - Begründung: geschichtlich, städtebaulich - Schutzumfang: gesamtes Objekt - Denkmaltyp: Bauliche Anlage | Fotos hochladen                  |
| 1986           | Grüner Gang 17 (54° 6′ 18″ N, 10° 48′ 42″ O)         | Wohnhaus                                        | Wohnhaus; 19. Jh., Umbau 1914; eingeschossiger Putzbau auf Natursteinsockel, Halbwalmdach mit breiten, firsthohen Zwerchhäusern auf beiden Traufseiten, zwei Erker - Begründung: geschichtlich, städtebaulich - Schutzumfang: gesamtes Äußeres - Denkmaltyp: Bauliche Anlage | BW                               |
| 2030 Wikidata  | Grüner Gang 18 (54° 6′ 19″ N, 10° 48′ 43″ O)         | Wohnhaus                                        | Alteintragung (Aktualisierung vorgesehen) - Begründung: geschichtlich, städtebaulich - Schutzumfang: Alteintragung (Aktualisierung vorgesehen) - Denkmaltyp: Bauliche Anlage | Fotos hochladen                  |
| 5233 Wikidata  | Grüner Gang 18 (54° 6′ 19″ N, 10° 48′ 43″ O)         | Werkstattgebäude                                | Alteintragung (Aktualisierung vorgesehen) - Begründung: geschichtlich, städtebaulich - Schutzumfang: Alteintragung (Aktualisierung vorgesehen) - Denkmaltyp: Bauliche Anlage | Fotos hochladen                  |
| 5234 Wikidata  | Grüner Gang 18 (54° 6′ 19″ N, 10° 48′ 43″ O)         | Stallgebäude                                    | Alteintragung (Aktualisierung vorgesehen) - Begründung: Alteintragung (Aktualisierung vorgesehen) - Schutzumfang: Alteintragung (Aktualisierung vorgesehen) - Denkmaltyp: Bauliche Anlage | Fotos hochladen                  |
| 1994 Wikidata  | Haakengraben 2-4 (54° 6′ 35″ N, 10° 48′ 57″ O)       | Kreismuseum                                     | Das Neustädter Kreismuseum des Kreises Ostholstein direkt neben dem Kremper Tor gelegen. Heute als zeiTTor ein modernes Museum der Stadt. Alteintragung (Aktualisierung vorgesehen) - Begründung: geschichtlich, künstlerisch, städtebaulich - Schutzumfang: Alteintragung (Aktualisierung vorgesehen) - Denkmaltyp: Bauliche Anlage | Fotos hochladen                  |
| 2787 Wikidata  | Haakengraben (54° 6′ 34″ N, 10° 48′ 59″ O)           | Kremper Tor                                     | Das Kremper Tor ist ein Teil der ehemaligen Befestigungsanlage von Neustadt in Holstein. Es gilt als einzig erhaltenes mittelalterliches Stadttor außerhalb Lübecks an der Lübecker Bucht. 1907 durchgreifend erneuert. Alteintragung (Aktualisierung vorgesehen) - Begründung: geschichtlich, städtebaulich - Schutzumfang: Alteintragung (Aktualisierung vorgesehen) - Denkmaltyp: Bauliche Anlage | weitere Fotos \| Fotos hochladen |
| 1989           | Hauptstraße 35 (54° 5′ 54″ N, 10° 53′ 5″ O)          | Dreiständer-Kate                                | Dreiständer-Kate; 1735; Fachwerkkate mit Vorschauer, reetgedecktes Walmdach - Begründung: geschichtlich, wissenschaftlich, Kulturlandschaft prägend - Schutzumfang: gesamtes Objekt - Denkmaltyp: Bauliche Anlage | BW                               |
| 2647 Wikidata  | Kirchenstraße 1 (54° 6′ 25″ N, 10° 48′ 51″ O)        | Stadtkirche mit Ausstattung                     | Stadtkirche mit Ausstattung; um 1244 -1846; dreischiffige gotische Stutzbasilika aus Backstein mit frühgotischem Kastenchor und quadratischem, 1844–46 weitgehend erneuertem, 1334 begonnenen Westturm, zusammenfassendes Satteldach über den Kirchenschiffen und Satteldach über dem Kastenchor - Begründung: geschichtlich, künstlerisch, städtebaulich - Schutzumfang: gesamtes Objekt - Denkmaltyp: Bauliche Anlage, Sachgesamtheit: Stadtkirche Neustadt in Holstein | weitere Fotos \| Fotos hochladen |
| 1991 Wikidata  | Kremper Straße 1 (54° 6′ 30″ N, 10° 48′ 54″ O)       | Wohn- und Geschäftshaus                         | Eingeschossiger Putzbau in Ecklage, erbaut nach 1817. Alteintragung (Aktualisierung vorgesehen) - Begründung: geschichtlich, städtebaulich - Schutzumfang: gesamtes Äußeres - Denkmaltyp: Bauliche Anlage | Fotos hochladen                  |
| 1992 Wikidata  | Kremper Straße 24 (54° 6′ 33″ N, 10° 48′ 58″ O)      | Wohnhaus (Lienau-Stift)                         | Das Gebäude des ersten Ladens Jakob Lienaus in Neustadt. Später durch Schenkung an die Stadt wurde es zum Stift für „Hilfsbedürftige und würdige Bürger Neustadts“. Alteintragung (Aktualisierung vorgesehen) - Begründung: geschichtlich, städtebaulich - Schutzumfang: gesamtes Objekt - Denkmaltyp: Bauliche Anlage | Fotos hochladen                  |
| 1993 Wikidata  | Kremper Straße 32 (54° 6′ 34″ N, 10° 48′ 59″ O)      | Wohnhaus                                        | Eingeschossiger Fachwerkbau mit Backsteinfassade, 1817 beim Stadtbrand zerstört, 1818 wieder aufgebaut. Ehemals Fürstlicher Hof einer landwirtschaftlichen Anlage. Heute nutzen die Volkshochschule und das Stadtarchiv diese Räume. Alteintragung (Aktualisierung vorgesehen) - Begründung: geschichtlich, künstlerisch, städtebaulich - Schutzumfang: gesamtes Äußeres - Denkmaltyp: Bauliche Anlage | Fotos hochladen                  |
| 39734          | Kremper Weg 1 (54° 6′ 40″ N, 10° 49′ 9″ O)           | Wohnhaus                                        | Wohnhaus; nach 1870; kubischer zweigeschossiger Backsteinbau mit zwei Standerkern und verputzten, neoklassizistischen Gliederungselementen, flaches Walmdach - Begründung: geschichtlich, städtebaulich - Schutzumfang: gesamtes Objekt - Denkmaltyp: Bauliche Anlage | BW                               |
| 9030 Wikidata  | Leuchtturm Pelzerhaken (54° 5′ 8″ N, 10° 52′ 1″ O)   | Leuchtturm Pelzerhaken mit Wärterhaus           | Der erste Turm an dieser Stelle wurde in den Jahren 1842 und 1843 unter Dänischer Vorherrschaft erbaut. Es handelte sich um ein viereckiges verputztes Gebäude mit Anbau. Im angeschlossenen Haus des Leuchtturmwärters war bis 1876 das Lotsenquartier untergebracht, der Leuchtturmwärter hatte während der Dänischen Vorherrschaft die Funktion eines Zollassistenten. Alteintragung (Aktualisierung vorgesehen) - Begründung: geschichtlich, künstlerisch, städtebaulich, Kulturlandschaft prägend - Schutzumfang: Alteintragung (Aktualisierung vorgesehen) - Denkmaltyp: Bauliche Anlage | weitere Fotos \| Fotos hochladen |
| 27253 Wikidata | Leuchtturm Pelzerhaken (54° 5′ 8″ N, 10° 52′ 1″ O)   | Separates Dienstwohngebäude                     | Alteintragung (Aktualisierung vorgesehen) - Begründung: geschichtlich, städtebaulich, Kulturlandschaft prägend - Schutzumfang: Alteintragung (Aktualisierung vorgesehen) - Denkmaltyp: Bauliche Anlage | BW                               |
| 1995 Wikidata  | Lienaustraße 4 (54° 6′ 23″ N, 10° 48′ 31″ O)         | Wohn- und Geschäftshaus                         | ehem. Geschäftshaus C. F. Janus; 1928/30, Architekt Hans Vosgerau; zweigeschossiger Klinkerbau mit zwei vorgezogenen kurzen Flügeln und Walmdächern, Eingangsportal mit Freitreppe - Begründung: geschichtlich, städtebaulich - Schutzumfang: gesamtes Objekt - Denkmaltyp: Bauliche Anlage | Fotos hochladen                  |
| 1996 Wikidata  | Lienaustraße 9 (54° 6′ 20″ N, 10° 48′ 24″ O)         | Villa „Linauhaus“                               | Wohnhaus; 1852; repräsentativer zweigeschossiger Putzbau in spätklassizistischen Formen, flaches Walmdach, rundbogiges Portal; jüngerer Anbau auf der Südwestseite - Begründung: geschichtlich, städtebaulich - Schutzumfang: gesamtes Objekt - Denkmaltyp: Bauliche Anlage | BW                               |
| 1997 Wikidata  | Lienaustraße 12 (54° 6′ 23″ N, 10° 48′ 27″ O)        | Amtsgericht                                     | Preußisches Amtsgericht; 1879/80; zweigeschossiger, kompakter Baukörper mit flachem Walmdach, gelbe Ziegelfassade mit roten Farbakzenten, Sitzungssaal im Obergeschoss; bauzeitlicher Rückflügel - Begründung: geschichtlich, städtebaulich - Schutzumfang: gesamtes Objekt - Denkmaltyp: Bauliche Anlage | BW                               |
| 39735          | Mühlenberg 9 (54° 6′ 12″ N, 10° 48′ 0″ O)            | Wohnhaus                                        | Wohnhaus; 1920er Jahre; eingeschossiger Backsteinbau im Heimatschutzstil, Walmdach - Begründung: geschichtlich, städtebaulich - Schutzumfang: gesamtes Objekt - Denkmaltyp: Bauliche Anlage | BW                               |
| 1998           | Oldenburger Straße 2 (54° 6′ 38″ N, 10° 49′ 12″ O)   | Wohnhaus                                        | Wohnhaus; etwa zweites Viertel 19. Jahrhundert; eingeschossiges klassizistisches Traufenhaus mit Eckrustika und rustiziertem Türrisalit in Frontmitte, Schopfwalmdach - Begründung: geschichtlich, städtebaulich - Schutzumfang: gesamtes Objekt - Denkmaltyp: Bauliche Anlage | BW                               |
| 8886 Wikidata  | Rosengarten 50 (54° 6′ 37″ N, 10° 49′ 8″ O)          | Marienhof: Wohnhaus                             | Alteintragung (Aktualisierung vorgesehen) - Begründung: geschichtlich, städtebaulich - Schutzumfang: Alteintragung (Aktualisierung vorgesehen) - Denkmaltyp: Bauliche Anlage | BW                               |
| 8887 Wikidata  | Rosengarten 50 (54° 6′ 36″ N, 10° 49′ 8″ O)          | Marienhof: Speicher                             | Alteintragung (Aktualisierung vorgesehen) - Begründung: geschichtlich, städtebaulich - Schutzumfang: Alteintragung (Aktualisierung vorgesehen) - Denkmaltyp: Bauliche Anlage | BW                               |
| 8888 Wikidata  | Rosengarten 50 (54° 6′ 37″ N, 10° 49′ 10″ O)         | Marienhof: Scheune                              | Alteintragung (Aktualisierung vorgesehen) - Begründung: geschichtlich, städtebaulich - Schutzumfang: Alteintragung (Aktualisierung vorgesehen) - Denkmaltyp: Bauliche Anlage | BW                               |
| 8889 Wikidata  | Rosengarten 50 (54° 6′ 36″ N, 10° 49′ 10″ O)         | Marienhof: Kuhstall                             | Alteintragung (Aktualisierung vorgesehen) - Begründung: geschichtlich, städtebaulich - Schutzumfang: Alteintragung (Aktualisierung vorgesehen) - Denkmaltyp: Bauliche Anlage | BW                               |
| 8890 Wikidata  | Rosengarten 50 (54° 6′ 36″ N, 10° 49′ 8″ O)          | Marienhof: Pferdestall                          | Alteintragung (Aktualisierung vorgesehen) - Begründung: geschichtlich, städtebaulich - Schutzumfang: Alteintragung (Aktualisierung vorgesehen) - Denkmaltyp: Bauliche Anlage | BW                               |
| 38294          | Schaarweg 41 (54° 5′ 42″ N, 10° 52′ 27″ O)           | Alte Schule                                     | ehem. Schule; 1934; eingeschossiger Backsteinkubus mit Walmdach, mit giebelständigem Risalit mit Satteldach - Begründung: geschichtlich, städtebaulich - Schutzumfang: Alte Schule, Nebengebäude - Denkmaltyp: Bauliche Anlage | BW                               |
| 2002           | Schiffbrücke (54° 6′ 19″ N, 10° 48′ 42″ O)           | ehem. Schifferwohnhaus                          | ehem. Schifferwohnhaus; vermutlich Ende 18. Jahrhundert; eingeschossiges Fachwerk-Traufenhaus mit Mittelzwerchgiebel, Außenwände größtenteils massiv erneuert, hohes Halbwalmdach, Nebengebäude - Begründung: geschichtlich, städtebaulich - Schutzumfang: ehem. Schifferwohnhaus, Nebengebäude - Denkmaltyp: Bauliche Anlage | BW                               |
| 31972          | Schulstraße 2 (54° 6′ 23″ N, 10° 49′ 15″ O)          | Grundschule Hochtor                             | Schulgebäude; 1938/39 und 1949/51, Architekt Fritz Kröger; in zwei Bauabschnitten errichteter zweigeschossiger Backsteinbau über rechtwinkligem Grundriss mit hohem Souterraingeschoss und Satteldach, Eingangszone mit Arkadenstellung - Begründung: geschichtlich, städtebaulich - Schutzumfang: gesamtes Objekt - Denkmaltyp: Bauliche Anlage | BW                               |
| 31029          | Timpenbarg 7 (54° 5′ 33″ N, 10° 51′ 16″ O)           | Kapelle                                         | Kapelle; 1967–68, Hanns Hoffmann, Münster/Westfalen und Joachim Barth, Oldenburg/Holstein; Kirchensaal über achteckigem Grundriss mit kupferbedecktem Faltdach, fünfeckiger Glockenturm mit hohem kupfernen Zeltdach, mit Außenanlagen - Begründung: geschichtlich, städtebaulich - Schutzumfang: Kapelle, Außenanlagen - Denkmaltyp: Bauliche Anlage | BW                               |
| 30449          | Untere Querstraße (54° 6′ 25″ N, 10° 48′ 39″ O)      | Wohnhaus Petersen                               | Wohnhaus Petersen; 1897, Bauherr J. H. Petersen; ein- bis zweigeschossiger Backsteinbau des Historismus mit Putzgliederung, schiefergedecktes Walm- und Satteldach, Toreinfahrtspfeiler - Begründung: geschichtlich, städtebaulich - Schutzumfang: Wohnhaus Petersen, Toreinfahrtspfeiler - Denkmaltyp: Bauliche Anlage | BW                               |
| 2789 Wikidata  | Untere Querstraße 3 (54° 6′ 26″ N, 10° 48′ 38″ O)    | Pagodenspeicher                                 | Getreidespeicher; 1829/30; dreibödiger Fachwerkspeicher mit hohem, mehrfach gestuften Walmdach mit roter Ziegeleindeckung, charakteristische umlaufende Trockenluken - Begründung: geschichtlich, wissenschaftlich, städtebaulich - Schutzumfang: gesamtes Objekt - Denkmaltyp: Bauliche Anlage | Fotos hochladen                  |
| 493 Wikidata   | Untere Querstraße (54° 6′ 27″ N, 10° 48′ 39″ O)      | Hoff’scher Speicher                             | Ehemals Hoff’scher Speicher in der Unteren Querstraße 2, heute ein Restaurant Alteintragung (Aktualisierung vorgesehen) - Begründung: geschichtlich, städtebaulich - Schutzumfang: gesamtes Objekt - Denkmaltyp: Bauliche Anlage | Fotos hochladen                  |
| 1990 Wikidata  | Vor dem Brücktor 1–3 (54° 6′ 21″ N, 10° 48′ 34″ O)   | Hospitalkirche mit Ausstattung                  | Hospitalkirche; 1408; längsrechteckiger Backsteinsaalbau mit blendengezierten Giebeln, Satteldach und barockem Dachreiter; mit Ausstattung - Begründung: geschichtlich, künstlerisch, städtebaulich - Schutzumfang: gesamtes Objekt - Denkmaltyp: Bauliche Anlage, Sachgesamtheit: Heilig-Geist-Hospital | weitere Fotos \| Fotos hochladen |
| 5235 Wikidata  | Vor dem Brücktor 1–3 (54° 6′ 21″ N, 10° 48′ 36″ O)   | Hospital zum Heiligen Geist Neustadt - Wohnhaus | Das Hospital zum Heiligen Geist wurde 1344 errichtet und diente der Aufnahme durchziehender, armer und erkrankter Pilger. 1853 wurde auf dem Gelände des Hospitals ein Wohntrakt mit 21 Wohnungen für bedürftige Bürger durch Spenden Neustädter Bürger errichtet. Durch Zusammenlegung von jeweils zwei Einzelwohnungen entstanden 1987 10 modernisierte Wohnungen, die heute noch von bedürftigen Bürgern der Stadt bewohnt werden. Eine Wohnung wurde im ursprünglichen Zustand als Museum belassen. Hospital-Wohnhaus; 1852/53; eingeschossiger, zweiflügeliger Backsteinbau über winkelförmigem Grundriss, Satteldach - Begründung: geschichtlich, städtebaulich - Schutzumfang: gesamtes Objekt - Denkmaltyp: Bauliche Anlage, Sachgesamtheit: Heilig-Geist-Hospital | Fotos hochladen                  |
| 2003 Wikidata  | Vor dem Brücktor 2 (54° 6′ 24″ N, 10° 48′ 35″ O)     | Brückenzollhaus                                 | Das klassizistische Brückengeldeinnehmerhaus von 1846. Hier kassierte man den Zoll für Wagen und Vieh noch bis in die 30er Jahre. Alteintragung (Aktualisierung vorgesehen) - Begründung: geschichtlich, städtebaulich - Schutzumfang: gesamtes Objekt - Denkmaltyp: Bauliche Anlage | Fotos hochladen                  |
| 37387 Wikidata | Vor dem Brücktor 7 (54° 6′ 22″ N, 10° 48′ 31″ O)     | Ehemalige Reichsbank-Zweigstelle                | ehem. Reichsbank-Zweigstelle; 1928; zweigeschossiger, hell getünchter Ziegelbau mit roter Klinkergliederung, hohes Walmdach, expressionistische Anklänge - Begründung: geschichtlich, städtebaulich - Schutzumfang: gesamtes Objekt - Denkmaltyp: Bauliche Anlage | BW                               |
| 743 Wikidata   | Wiesenhof 6 (54° 6′ 21″ N, 10° 47′ 30″ O)            | Landeskrankenhaus: Forensische Psychiatrie      | ehem. Festes Haus; 1905; zwei- bis dreigeschossiger breitgelagerter, dreiteiliger Backsteinbau mit weißen Putzflächen, gestaffelten Bauhöhen, Eingangsturm und flankierenden Dachreitertürmchen, Halb- und Vollwalmdächer in Schieferdeckung - Begründung: geschichtlich, wissenschaftlich, künstlerisch, städtebaulich - Schutzumfang: gesamtes Objekt - Denkmaltyp: Bauliche Anlage, Sachgesamtheit: ehem. Provinzial-Pflegeanstalt | BW                               |
| 40233          | Wiesenhof 23 (54° 6′ 23″ N, 10° 47′ 53″ O)           | Rotes Haus                                      | Rotes Haus; vor 1900 errichtet, 1926 nach Brand wiederaufgebaut; zweigeschossiger Backsteinbau mit expressionistischen Schmuckformen, Walmdach - Begründung: geschichtlich, wissenschaftlich, künstlerisch, städtebaulich - Schutzumfang: gesamtes Objekt - Denkmaltyp: Bauliche Anlage, Sachgesamtheit: ehem. Provinzial-Pflegeanstalt | BW                               |
| 40230          | Wiesenhof 29 (54° 6′ 23″ N, 10° 47′ 44″ O)           | ehem. Arztwohnhaus                              | ehem. Arztwohnhaus; vor 1900; doppelgeschossiger Backsteinbau des Historismus mit giebelständigen Risaliten mit Satteldach, Plattformdach - Begründung: geschichtlich, städtebaulich - Schutzumfang: gesamtes Objekt - Denkmaltyp: Bauliche Anlage, Sachgesamtheit: ehem. Provinzial-Pflegeanstalt | BW                               |
| 744 Wikidata   | Wiesenhof 36 (54° 6′ 20″ N, 10° 47′ 41″ O)           | Landeskrankenhaus: Verwaltungsbau               | Verwaltungsbau; 1914 im Rohbau errichtet, Innenausbau 1921; zweigeschossiger Backsteinkubus über hohem Sockelgeschoss, in barockisierenden Heimatschutzformen, Mansardwalmdach - Begründung: geschichtlich, künstlerisch, städtebaulich - Schutzumfang: gesamtes Objekt - Denkmaltyp: Bauliche Anlage, Sachgesamtheit: ehem. Provinzial-Pflegeanstalt | BW                               |
| 38297          | Wiesenhof 37 (54° 6′ 18″ N, 10° 47′ 37″ O)           | Feuerwehrhaus                                   | Feuerwehrhaus; 1942; eingeschossiger Backsteinbau mit hölzernem Schlauchturm, Walmdächer - Begründung: geschichtlich, städtebaulich - Schutzumfang: gesamtes Objekt - Denkmaltyp: Bauliche Anlage, Sachgesamtheit: ehem. Provinzial-Pflegeanstalt | BW                               |
| 742 Wikidata   | Wiesenhof 46 (54° 6′ 15″ N, 10° 47′ 51″ O)           | ehem. Frauenaufnahmehaus (Haus 46)              | ehem. Frauenaufnahmehaus; 1909; zweigeschossiger Backsteinbau mit weißen Putzfeldern, Walmdach - Begründung: geschichtlich, wissenschaftlich, künstlerisch, städtebaulich - Schutzumfang: gesamtes Objekt - Denkmaltyp: Bauliche Anlage, Sachgesamtheit: ehem. Provinzial-Pflegeanstalt | BW                               |
| 40237          | Wiesenhof 47 (54° 6′ 16″ N, 10° 47′ 49″ O)           | ehem. Arztwohnhaus                              | ehem. Arztwohnhaus; um 1910; zweigeschossiger giebelständiger Putzbau mit Zierfachwerk im Risalitgiebel und Türmchen, Walmdach mit weitem Überstand, Satteldach an den Risaliten - Begründung: geschichtlich, städtebaulich - Schutzumfang: gesamtes Objekt - Denkmaltyp: Bauliche Anlage, Sachgesamtheit: ehem. Provinzial-Pflegeanstalt | BW                               |
| 40131          | Ziegelhof 3 (54° 6′ 36″ N, 10° 48′ 55″ O)            | Wohnhaus                                        | Wohnhaus; Anfang 19. Jahrhundert; zweigeschossiger Backsteinbau des Klassizismus, Walmdach - Begründung: geschichtlich, städtebaulich - Schutzumfang: gesamtes Objekt - Denkmaltyp: Bauliche Anlage | BW                               |
| 40245          | Zuckerdamm 15 (54° 6′ 16″ N, 10° 47′ 55″ O)          | ehemalige Arztwohnung                           | ehem. Arztwohnhaus; um 1910; zweigeschossiger, giebelständiger Putzbau im Reformstil mit tiefem Seitenrisalit mit eigenem Walmdach, Schopfwalmdach - Begründung: geschichtlich, städtebaulich - Schutzumfang: gesamtes Objekt - Denkmaltyp: Bauliche Anlage, Sachgesamtheit: ehem. Provinzial-Pflegeanstalt | BW                               |

## Gründenkmale
| Objekt-ID      | Lage                                        | Offizielle Bezeichnung   | Beschreibung | Bild                             |
| -------------- | ------------------------------------------- | ------------------------ | --- | -------------------------------- |
| 22785 Wikidata | Am Strande 51 (54° 5′ 20″ N, 10° 49′ 39″ O) | Cap Arcona Ehrenfriedhof | Alteintragung (Aktualisierung vorgesehen) - Begründung: geschichtlich, künstlerisch, Kulturlandschaft prägend - Schutzumfang: Cap Arcona Ehrenfriedhof, Cap Arcona Ehrenmal, Gedenkstein DGB Nordmark / DGB Nordrhein-Westfalen, Gedenkstein Dr. John Carl Dolinsek, Gedenkstein Waldemar Molls, Friedhofstore, Friedhofsmauer aus Bruchsteinmauerwerk, Pappel- und Weidenhain - Denkmaltyp: Gründenkmal | weitere Fotos \| Fotos hochladen |
| 22626          | Grasweg (54° 6′ 26″ N, 10° 49′ 32″ O)       | Jüdischer Friedhof       | Jüdischer Friedhof; 1945-1947 belegt; eigenständiger, mit Backsteinmauer und Hecke umgrenzter Friedhofsbezirk innerhalb des Ev. Friedhofs, mit rund 100 Grabmalen der Opfer der CapArcona-Katastrophe vom 03.05.1945 und der Insassen des DPLagers in Neustadt - Begründung: geschichtlich, städtebaulich - Schutzumfang: gesamtes Objekt - Denkmaltyp: Gründenkma                                       | BW                               |

## Quelle
- Liste der Kulturdenkmale in Schleswig-Holstein – Kreis Ostholstein (PDF)

- Karte mit allen Koordinaten:
- OSM |
- WikiMap